# TOEM
『TOEM』（トーエム）は、スウェーデンのゲームスタジオSomething We Madeが開発し2021年9月17日に発売されたゲームソフト。
カメラを持った主人公が様々な町や地域を冒険し、最終目的地である山の頂上で起きる現象「トーエム」を写真に収めることを目指す。作品内のグラフィックはモノクロでシンプルなアートスタイルが用いられている。

## システム
主人公を操作するフィールドは見下ろし型の3Dマップで、マップを回転させて任意の視点で表示することができる。
物語は複数のエリアを順番にクリアしていくことで進行する。各エリアには、困りごとを抱えている人や、写真を撮ってきてほしいといった頼みごとのある人がおり、主人公がそれらを解決するごとに台紙にスタンプが押される。スタンプが既定の数だけ押されると台紙をバスの乗車券として使えるようになり、次のエリアに向かうことができる。
カメラの使用時には、プレイヤーの視点が見下ろし型から一人称視点に変化する。物語の進行により、離れた場所から撮影できるようになる三脚や、大きな音を鳴らすクラクションのアタッチメントなどが入手できる。
作中で流れるBGMは、主人公が所持しているポータブルカセットプレイヤー「ハイキングレディ」から聞こえているという設定になっている。曲は場所の移動によって自動で切り替わるほか、任意の曲を選択することもできる。物語の進行やイベントでカセットを入手することにより、新たな曲が追加されていく。
2022年9月には、新たな地域「バストー」を追加する無料アップデートが行われた。この中には、カメラから水風船を発射できるようになるアタッチメントなどの新要素が含まれている。

## 開発
本作は、Something We Madeが初めてリリースした作品である。設立者のLucas GullboとNiklas Mikkelsenは同じ大学に通っていた友人同士で、2人が大学生だった2018年のある時、ゲーム開発について話し合う中で、独特の雰囲気を持つ風変わりなキャラクターと島のスケッチが描かれたことをきっかけに情熱が湧き、数週間後に開催予定の地元のゲームコンテストに向けて『TOEM』と名付けたプロトタイプを制作し応募した。その結果、50000スウェーデン・クローナの賞金を獲得し、2人はインキュベータープログラムに参加し自分たちの会社を設立する機会を得た。
本作のプロジェクトでは、完成までに5回の大きな仕様変更が行われている。開発初期のバージョンにおける『TOEM』はポイント・アンド・クリックゲームで、レーザーを球面に当てたりウインチを使用して橋を回転させたりといった様々な形式のパズルをプレイヤーが体験するものだった。不慣れなパズルの作成に試行錯誤する2人は、一方で、このゲームをアドベンチャーゲームにしたいという思いも抱いており、その方向性に近づけるため作業を行った。こうした中、様々なイベントにゲームを出展した際に何をするゲームなのかを説明できないことに気づき、2019年初頭に開発を一旦停止した。この時点で『TOEM』は、デザイン、外観、雰囲気の点で4回の大きな変更が行われていた。
Lucasが学士論文を終えた2019年末より今後についての話し合いが行われ、この中で、最も初期のプロトタイプで望遠鏡を覗き込むと視点が見下ろし型から一人称視点に変わるという仕様を思い出した。これをきっかけにして、カメラとアルバムを使うというアイデアから、バスで旅をしたり、面白いキャラクターに出会ったり、カセットテープを聴いたりするアイデアへと発展し、『TOEM』は以前のものから完全に刷新された。

## 評価
- 2022 Independent Games Festival Awards 「Excellence in Audio」ノミネート[5]
- 第18回英国アカデミー賞ゲーム部門（英語版） 「Debut Game」受賞[6]